# Samuel Sánchez
Samuel "Sammy" Sánchez González (nascido em 5 de fevereiro de 1978, em Oviedo) é um ciclista profissional espanhol, membro da equipe estadunidense de categoria UCI ProTeam, BMC Racing Team.